# P-01F
ドコモ ケータイ P-01F（ドコモ ケータイ ピー ゼロ いち エフ）は、パナソニック モバイルコミュニケーションズによって開発された、NTTドコモの第三世代携帯電話（FOMA）端末である。ドコモ ケータイの端末。

## 概要
2012年11月に発売されたP-01Eの後継機種にあたり、P-01E同様、基本機能だけを求めるユーザーをターゲットとしている。そのためGPSやFelicaには非対応である。しかし、P-01Eでは対応していなかったBluetooth、620MBの内蔵メモリーなどの機能が追加された。あわせてP-01Eでは1000件であった電話帳の登録件数が3000件まで、iモードメールの保存件数も100件から2500件へと大幅に増えた。
デザインはP-01Eと同様のクリスタルパネル型の背面ディスプレイを採用しているほか、ワンタッチで呼び出せる「マルチワンタッチボタン」やパナソニックの代表機能「ワンプッシュオープンボタン」もそのまま継承されている。
マルチワンタッチボタンには電話発信／メール作成／電卓／アラーム／スケジュール／メモ／赤外線受信／辞典／Bookmark／バーコードリーダー／ピクチャアルバム／クイック検索／電池といった機能の他P-01FからはBluetoothも登録することが可能となり、必要な時だけワンタッチでハンズフリーといったBluetooth機能を呼び出すことができる。またP-01Eにくらべ無駄なそぎをさらに削り、高級感のあるスリムでシンプルなデザインとなっている。
ディスプレイにおいては3.4インチの大型ディスプレイを引き続き採用している他文字を特大サイズにすることができる他、直射日光下でも「液晶AI」の技術を用いコントラストを調整し画面がみやすくなる「屋外モード」を採用している。
背面ディスプレイは着信時の発信者の表示サイズをP-01Eに比べ4倍になった。
| 主な対応サービス                   | 主な対応サービス                                                    | 主な対応サービス                       | 主な対応サービス                                     |
| ---------------------------------- | ------------------------------------------------------------------- | -------------------------------------- | ---------------------------------------------------- |
| タッチパネル                       | FOMAハイスピード （送信2.0Mbps/受信7.2Mbps）                        | Bluetooth                              | DCMX／おサイフケータイ                               |
| iアプリオンライン／地図アプリ      | 直感ゲーム／メガiアプリ                                             | iウィジェット                          | マチキャラ／iコンシェル                              |
| ホームU／ポケットU                 | GPS／オートGPS／ケータイお探し                                      | デコメール／デコメ絵文字／デコメアニメ | iチャネル                                            |
| 着もじ                             | テレビ電話/キャラ電                                                 | ケータイデータお預かりサービス         | フルブラウザ                                         |
| おまかせロック／バイオ認証         | 外部メモリーへiモードコンテンツ移行／ユーザーデータ一括バックアップ | トルカ                                 | iC通信／iCお引越しサービス                           |
| きせかえツール／ダイレクトメニュー | バーコードリーダ／名刺リーダ                                        | 2in1                                   | エリアメール／ソフトウェアーアップデート自動更新     |
| GSM／3Gローミング（WORLD WING）    | 着うたフル／うた・ホーダイ                                          | Music&Videoチャネル／ビデオクリップ    | デジタルオーディオプレーヤー(WMA)(AAC)(SDオーディオ) |

## プリインストールiアプリ
- Mobage
- 地図アプリ
- E★エブリスタ
- ドコモFacebookアプリ
- Twitter
- Gガイド番組表リモコン
- 楽オクアプリ
- お天気アプリ
- ドコモ料金案内
- リバーシ
- ハイパー四川省

## 歴史
- 2013年10月10日 - NTTドコモより発表・予約受付開始。
- 2013年10月25日 - 発売開始[5]。
- 2014年4月14日 - NTTドコモより新色としてシャンパンゴールドを追加発表。同日正午よりシャンパンゴールド事前予約開始。
- 2014年5月17日 - シャンパンゴールド発売開始。

## 不具合
2013年11月25日に以下の不具合の修正がソフトウェアアップデートによって行われた。
- 個別発着信動作を設定しているにも関わらず、設定状況の一覧表示画面で「設定されていません」と表示される場合がある。

2014年4月10日に以下の不具合の修正がソフトウェアアップデートによって行われた。
- カメラまたはボイスレコーダーを起動すると、まれに携帯電話（本体）が再起動する場合がある。

2014年12月15日に以下の不具合の修正がソフトウェアアップデートによって行われた。
- 電話帳に設定した個別着信音が設定通りに動作しない場合がある。